# Clemente Marroquín
Pour les articles homonymes, voir Marroquín.
Clemente Marroquín Rojas, né le 12 août 1897 à Achiotes Juay (Département de Jalapa, Guatemala) et mort le 8 avril 1978 à Guatemala, est un journaliste et homme politique guatémaltèque.
Il est vice-président de la république du Guatemala du 1er juillet 1966 au 1er juillet 1970 aux côtés du président Julio César Méndez,. Il sert également en tant que premier vice-président entre mars 1958 et mars 1959 alors que le congrès nomme à l'époque deux titulaires à ce poste.

## Biographie

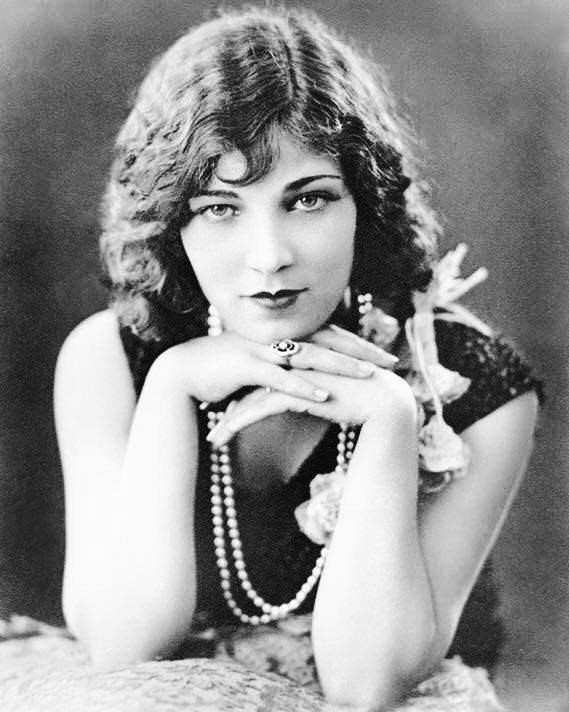
Josefina del Carmen Milla Valenzuela, épouse de Marroquín Rojas. Elle est auparavant compagne de l'officier Roderico Anzueto Valencia qui a été l'un des informateurs des cadets qui attaquent le président Manuel Estrada Cabrera en 1908 et, plus tard, chef de la police secrète sous le président Jorge Ubico,.

### Famille
Né dans un petit village du département de Jalapa, son père est Jesús Marroquín Rojas, ancien membre du bataillon Jalapa avec le grade de lieutenant-colonel puis colonel effectif en 1905. Après le meurtre de son père, sa mère, Dominga Marroquín Bonilla, dirige une épicerie à Jalapa et se consacre à l'élevage d'animaux de basse-cour pour survenir aux besoins de sa famille.

### Formation
Parrainé par le pédagogue José María Bonilla, il obtient une bourse du président Manuel Estrada Cabrera pour étudier au lycée de l'Institut national pour hommes. Il en est expulsé en raison de son fort tempérament. Après avoir finalement terminé ses études, il s'inscrit à la Faculté de droit et de notariat de l'Universidad Estrada Cabrera,.

### Enseignement
Durant la présidence de Carlos Herrera y Luna, Marroquín prend en charge les chaires d'Histoire universelle de l'Institut national pour hommes où travaille à l'étude de l'histoire de l'Amérique, jusqu'alors absente des écoles guatémaltèques. Cependant, lorsque vient le temps de parler et critiquer les activités de la Compagnie de Jésus, Marroquín Rojas est renvoyé de sa fonction de professeur tout en demeurant aux postes de secrétaire et comptable du campus. Il demeure dans l'Institut jusqu'au coup d'État du général José María Orellana.

### Carrière de journaliste
Marroquín Rojas est un journaliste actif durant la période au pouvoir du général Orellana qui tolère la liberté de la presse au début de son mandat. Cependant, lorsque sont signés les pactes de 1923 avec lesquels les États-Unis obtiennent une certaine tutelle sur les gouvernements centraméricains, ses écrits contre le pacte sont censurés. De plus, le nouveau ministre de l'Instruction publique tente de retirer l'autonomie de l'université, entraînant un mouvement d'opposition auquel participe Marroquín. Le mouvement étant durement réprimé, il s'exile au Honduras auprès de Tiburcio Carías Andino sur la recommandation de Baudilio Palma. Sur place, il poursuit ses études en droit et termine sa formation d'avocat et de notaire.
En 1923, il épouse Josefina Ofelia del Carmen Milla Valenzuela avec qui il a trois enfants.
De retour au Guatemala en 1925 pendant la campagne présidentielle menant à la réélection du général Orellana, il ouvre un cabinet d'avocats. Davantage intéressé par le journalisme, il ferme son cabinet et part travailler avec des amis écrivains et journalistes au magazine VIDA. Il se procure également une presse à imprimer qu'il loue à El Imparcial (es) afin de publier La Hora (es). Entretemps, le président le nomme directeur du Bureau des échanges et des publications, poste qu'il accepte en raison de sa situation économique précaire.

### Fondation de plusieurs périodique
Marroquín Rojas a participé à la fondation de plusieurs périodiques. En février 1920, il a fondé "El Estudiante" avec le Club politique des étudiants universitaires, dont Miguel Ángel Asturias faisait partie des fondateurs. Ce journal était destiné à lutter contre le gouvernement d'Estrada Cabrera. En 1924, il a lancé "Prometeo", un journal publicitaire pour la jeunesse guatémaltèque avec des éditoriaux et des articles sur l'actualité nationale et internationale. En avril 1924, il a publié pour la première fois "Tiempos Nuevos", un journal qui a été censuré par le gouvernement Orellana en raison de son opposition aux pactes de Washington en 1923. Durant son exil à Tegucigalpa, au Honduras, il a fondé l'hebdomadaire "La Semana" en octobre 1927. En avril 1948, il a créé "La Hora Dominical", une revue prestigieuse au Guatemala, publiée pendant 35 ans. En août 1951, il a lancé "Impacto". Enfin, en 1955, il a fondé "Palenque", qui contenait des brochures sur l'histoire du Guatemala rédigées par lui-même.

### Critique littéraire
Plusieurs critiques littéraires le considèrent comme un précurseur de la narration créole au Guatemala. Considéré comme un excellent débatteur, son travail est étudié dans plusieurs œuvres, comme :
- Desnudando al ídolo, Relato de algunos de los crímenes cometidos por Jorge Ubico (1926)
- Ecce Homo (1927)
- Historia del movimiento unionista (1929)
- La Bomba, historia del primer atentado contra Manuel Estrada Cabrera (1929)
- Los Cadetes (1930)
- En el corazón de la montaña, novela (1939)
- Crónicas de la Constituyente del 45 (1945)
- La derrota de una batalla (1956)
- México jamás ha poseído territorio propio al sur del Río Hondo (1962)
- Francisco Morazán y Rafael Carrera(1965)
- La “carta política” del ciudadano Juan José Arévalo (1965)
- Historia de Guatemala (1971)
- En el mundo de la polémica (1971)
- Memorias de Jalapa o Recuerdos de un Remichero (1973)
- En el viento de Otoño
- De la dictadura a la anarquía, Historia del cuartelazo que derribó al Presidente Baudilio Palma
- El crimen del Parque Bolívar
- Comentario al tratado de límites entre México y Guatemala sobre Belice

### Carrière politique
Clemente Marroquín Rojas se caractérise par ses critiques contre les gouvernements pour leur exposer leurs carences. Il critique entre autres Juan José Arévalo sur le Belize, mais également Carlos Castillo Armas, qu'il accuse de faire passer ses intérêts personnels avant ceux de la nation.
Durant les gouvernements Arévalo et celui de son successeur Jacobo Árbenz Guzmán, il est très actif dans l'opposition en sa qualité de député au Congrès. Il se joint au groupe d'opposants, nommé les 12 Apôtres. En 1951, il fonde le journal Impacto afin de critiquer le gouvernement arbenciste. Après la chute d'Arbenz, Marroquín participe alors à l'opération de la CIA visant à discréditer l'ancien président.
Soutien du président Miguel Ydígoras Fuentes, il sert comme ministre de l'Agriculture dans son gouvernement de 1958 à 1963.

### Mort et hommages
Clemente Marroquín Rojas meurt en avril 1978 à Guatemala et est inhumé au cimetière de Jalapa.
Le personnage de Clemenceau (Clemencio) dans la nouvelle Viernes de Dolores (es) de l'auteur Miguel Ángel Asturias, est inspiré de lui[source secondaire nécessaire].